# Лосєва Любов Максимівна
Любо́в Макси́мівна Ло́сєва (11 серпня 1917, Платава, Курська область, Російська імперія — 26 червня 1976, Одеса, УРСР, СРСР) — радянський мовознавець, діалектолог, професор.

## Біографія
Любов Максимівна Лосєва народилася 17 серпня 1917 року у с. Платава Курської області (Росія) в селянській родині.
Після закінчення педагогічного технікуму у місті Льгов Курської області  та Карагандинського учительського інституту вчителювала. В 1944—1945 роках викладала у Карагандинському учительському інституті, а у 1945—1952 роках — в Черкаському педагогічному інституті.
В 1951 році екстерном закінчила Київський педагогічний інститут ім. М. Горького. Згодом навчалася на річних курсах дисертантів при Київському університеті. Під керівництвом академіка Л. А. Булаховського написала кандидатську дисертацію «Организация сложного предложения в курских говорах», яку захистила у 1955 році.
В 1954—1966 роках працювала старшим викладачем, доцентом кафедри російської мови   Чернівецького університету. З 1966 року її життя було пов'язане з кафедрою російської мови Одеського державного університету ім. І. І. Мечникова.
В 1970 році захистила дисертацію «Межфразовая связь в слитных текстах монологической речи, её основные модели и принципы организации» і здобула науковий ступінь доктора філологічних наук. В 1973 році присвоєно вчене звання професора.
Л. М. Лосєва померла 26 червня 1976 року в Одесі. Похована на Другому християнському кладовищі.

## Наукова діяльність
Л. М. Лосєва є автором 68 наукових робіт, в тому числі монографій.
У роботі «Синтаксические особенности русских народных говоров» (1958 р.) описала структурні особливості простого та складного речення в російських народних говорах. Як дослідник Л. М. Лосєва, вивчаючи міжфразові зв'язки у текстах монологічного мовлення, стала одним із засновників нового розділу науки про мову — лінгвістики тексту (монографія «Синтаксическая структура целых текстов», 1971 р.). У статті «К изучению межфразовой святи» вона переконливо довела, що над фразова єдність і абзац — категорії різних рівнів.

## Праці
- Синтаксические особенности русских говоров: Пособие для студентов-заочников. — Черновцы, 1955. — 62 с.
- Лексические средства межфразовой связи в избранных текстах Л. Н. Толстого// Ученые записки Черновицкого университета. Серия; Филологические науки. — 1961. — Т. 28, вып. 16. — С. 145—159.
- Абзац и сложное синтаксическое целое//Тези доповідей міжвузівської наукової конференції з проблем синтаксису української мови. — Чернівці, 1965. — С. 48 — 62.
- Порядок слов как средство организации текста монологической речи: Учебное пособие для студентов университета. — Одесса, 1969. — 131 с.
- Структурно — семантическая организация целых текстов: Методические рекомендации учителям-словесникам по изучению связной речи. — Одесса, 1973. — 99 с.
- Как строится текст: Пособие для учителей/ Под. ред. Г. Я. Солганика. — Москва, 1980. — 96 с.

## Чоловік
Кобиляцький Іван Іванович (1907—1996) — професор, завідувач кафедри педагогіки Одеського державного університету у 1966—1986 роках.